# Олимпийская вещательная служба

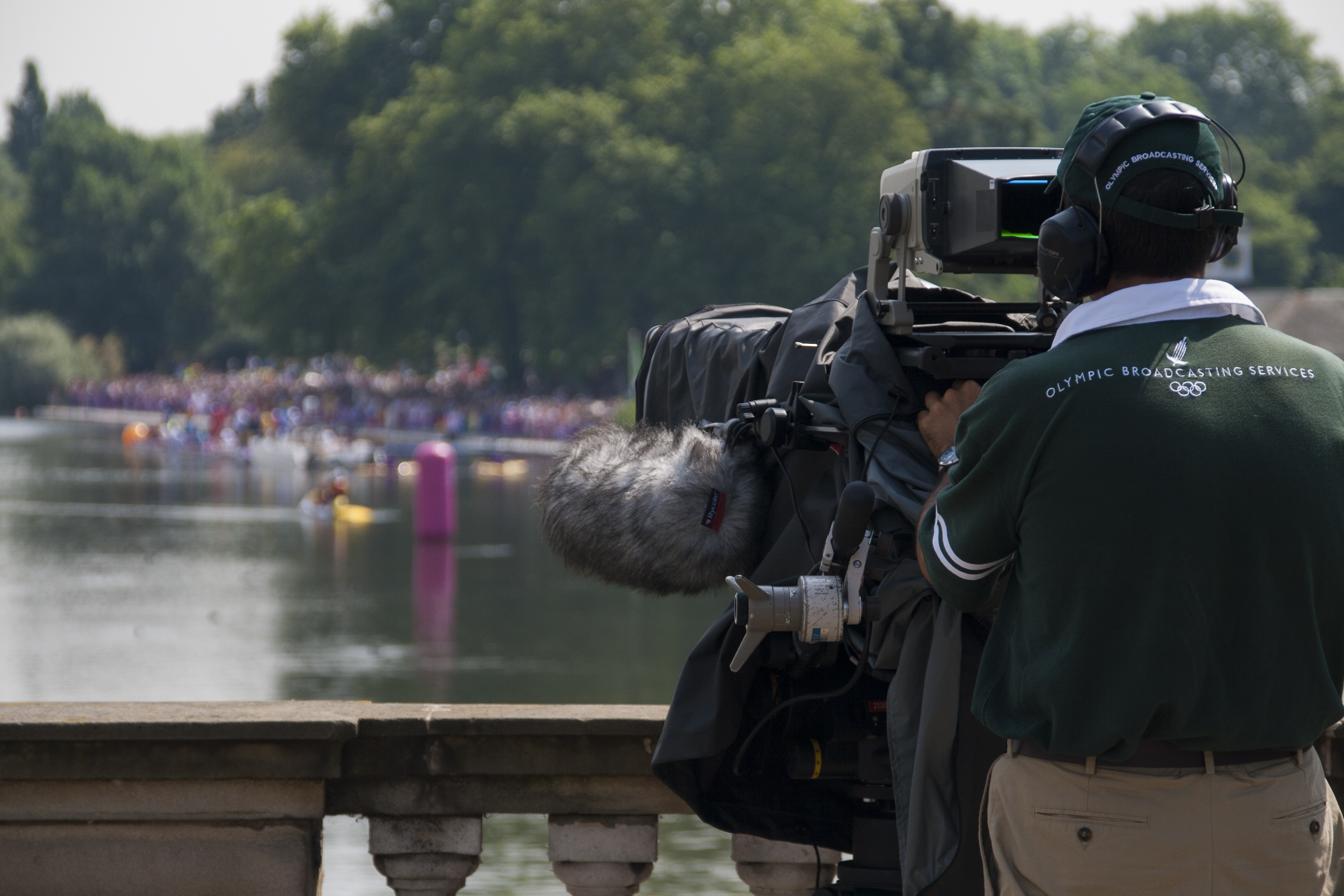
Работа ОВС на Летних олимпийских играх в Лондоне.

Олимпийская вещательная служба (ОВС) (англ. Olympic Broadcasting Services (OBS)) – теле- радиовещательная служба, созданная в 2001 году Международным олимпийским комитетом для трансляции олимпийских соревнований в соответствии с телевизионными стандартами на основе  применения новейших технологий, а также для оказания услуг телерадиовещательным компаниям, обладающим правами на показ летних, зимних и юношеских игр . Штаб-квартира OBS находится в Мадриде. Председатель ОВС — член МОК с 1978 года канадец Дик Паунд.
Как компания-владелец телерадиовещания олимпийских игр, хоствещатель, OBС несёт ответственность за  обеспечение изображением и звуком  всех телерадиовещательных  организаций, которые купили право на трансляцию Олимпийских игр.
Основными функциями Олимпийской вещательной службы являются :
- Создание теле- и радиорепортажей с Олимпийских игр в соответствии с поручением Международного олимпийского комитета и их передача в эфир;
- Организация международного вещательного центра, являющегося координирующим центром (штабом) в области радио и телевидения в период проведения Олимпийских игр;
- Предоставление вещательного оборудования и услуг  в местах проведения Игр и в медиацентрах телерадиокомпаниям, которые приобрели права на трансляцию соревнований;
- Представление интересов правообладателей трансляций в организационном комитете по проведению олимпийских игр, связанных с их потребностями в услугах;
- Создание базы архивных данных о соревнованиях и их предоставление заинтересованным организациям.